# Zelfverdichtend beton
Zelfverdichtend beton (afgekort: ZVB) is een betonsoort met een hoge vloeibaarheid die na het gieten niet meer verdicht dient te worden.
Het is een relatief nieuwe betonsoort die werd ontwikkeld in Japan, maar de laatste tijd ook in Europa gebruikt wordt. Daar het beton niet meer nagetrild dient te worden, kunnen de kosten voor het betonstorten beperkt worden.

## Voorwaarden voor toepassing
Voor zelfverdichtend beton is het niet genoeg dat het beton vloeibaar genoeg is, bij een te hoge vloeibaarheid treedt segregatie op (ontmenging met het zinken van alle zware deeltjes). Verder moet het mengsel door zijn eigen gewicht de moeilijkste gaatjes kunnen opvullen. De voorwaarden voor een zelfverdichtend beton zijn dus:
1. Mogelijkheid om moeilijke vormen door het eigen gewicht (zonder natrillen) op te vullen;
2. Mogelijkheid om door het eigen gewicht door dichte wapeningsnetten te vloeien;
3. Hoge weerstand tegen segregatie.

## Voordelen
De belangrijkste voordelen zijn:
- geen verdichten van het beton nodig;
- minder arbeid nodig (zo'n 50% minder);
- eenvoudig te gebruiken bij moeilijke (fijne) bekistingen;
- minder geluidshinder door trillen bij het storten;
- hogere kwaliteit en sterkte.
- geen waterafscheiding

## Gebruik
Vooral gebruikt in Japan en Zweden; momenteel is zo'n 15% van alle Europees beton zelfverdichtend beton.